# Eschweilera revoluta
Eschweilera revoluta är en tvåhjärtbladig växtart som beskrevs av Scott A. Mori. Eschweilera revoluta ingår i släktet Eschweilera och familjen Lecythidaceae. Inga underarter finns listade i Catalogue of Life.